# Цай Лунь (лунный кратер)
Цай Лунь (лат. Cai Lun) — лунный кратер, расположенный на обратной стороне Луны, недалеко от северного полюса. Кратер назван в честь китайского изобретателя Цай Луня. Расположен между известными кратерами Хаскин и Нансен. Название кратера было принято Международным астрономическим союзом в августе 2010 года.